# Championnat de Grèce de football 1961-1962
Navigation
Saison précédente Saison suivante
La saison 1961-1962 du Championnat de Grèce de football était la 14e édition de la première division grecque et la troisième à se dérouler sous la forme d'une poule unique. En effet, depuis 1928 et la création d'un championnat national, le Championnat Panhellénique, la compétition comportait une première phase avec des championnats régionaux puis une poule finale regroupant les meilleures équipes de chaque région.
Lors de cette saison, le Panathinaikos a tenté de conserver son titre de champion de Grèce face aux quinze meilleurs clubs grecs lors d'une série de matchs se déroulant sur toute l'année. Les seize clubs participants au championnat ont été confrontés à deux reprises aux quinze autres.
Pour la troisième année consécutive, le Panathinaikos d'Athènes termine en tête du championnat et obtient son 6e titre de champion de Grèce.

## Qualifications en Coupe d'Europe
À l'issue de la saison, le club champion se qualifie pour la Coupe d'Europe des clubs champions 1962-63. Le vainqueur de la Coupe de Grèce est quant à lui qualifié pour la Coupe d'Europe des vainqueurs de coupe 1962-63.

## Les 16 clubs participants
| Club                  | Classement 1960-61 | Stade                         | Capacité | Ville         |
| --------------------- | ------------------ | ----------------------------- | -------- | ------------- |
| AEK Athènes           | 4                  | Stade Olympique               | 71 030   | Athènes       |
| Apollon Smyrnis       | 5                  | Stade Georgios Kamaras        | 14 200   | Athènes       |
| Apollon Kalamarias    | 13                 | Stade Apollon                 | 7 000    | Kalamaria     |
| Aris Salonique        | 12                 | Harilaou Stadion              | 18 308   | Salonique     |
| Doxa Drama            | 7                  | Doxa Drama Stadium            | 7 000    | Dráma         |
| Egaleo FC             | Beta Ethniki       | Stade Stavro Mavrothalassitis | 8 217    | Egaleo        |
| Ethnikos Piraeus      | 6                  | Elliniko Stadium              | 10 800   | Le Pirée      |
| Fostiras FC           | 9                  | Stade de Tavros               | 14 200   | Tavros        |
| Iraklis Thessalonique | 8                  | Stade Kaftantzoglio           | 28 000   | Thessalonique |
| Niki Volos            | Beta Ethniki       | Stade Pantelis Magoulas       | 22 700   | Volos         |
| Olympiakos Le Pirée   | 2                  | Stade Karaiskaki              | 33 334   | Le Pirée      |
| Panathinaikos         | 1                  | Stade Olympique               | 71 030   | Athènes       |
| Panelefsiniakos       | Beta Ethniki       | -                             | -        | Éleusis       |
| Panionios             | 3                  | Stade Nea Smyrnis             | 11 700   | Athènes       |
| PAOK Salonique        | 10                 | Stade de Toúmba               | 28 701   | Thessalonique |
| AO Proodeftiki        | 11                 | Stade Nikaias                 | 4 361    | Korydallos    |

## Compétition

### Classement
Le classement est établi sur le barème de points suivant :
- Victoire : 3 points
- Match nul : 2 points
- Défaite : 1 point
- Forfait ou abandon du match : 0 point

Pour départager les égalités, les équipes jouent une (ou plusieurs si elles sont plus de 2) rencontres d'appui sur terrain neutre. En cas de match nul, c'est l'équipe qui a la meilleure différence de buts au classement général qui est déclarée vainqueur. 
| Rang | Équipe                | Pts | J  | G  | N  | P  | Bp | Bc | Diff |
| ---- | --------------------- | --- | -- | -- | -- | -- | -- | -- | ---- |
| 1    | Panathinaikos (T)     | 81  | 30 | 23 | 5  | 2  | 88 | 32 | +56  |
| 2    | Olympiakos            | 78  | 30 | 22 | 4  | 4  | 65 | 23 | +42  |
| 3    | Apollon Smyrnis       | 74  | 30 | 19 | 6  | 5  | 55 | 26 | +29  |
| 4    | AEK Athènes           | 73  | 30 | 19 | 5  | 6  | 73 | 31 | +42  |
| 5    | Panionios -1          | 61  | 30 | 12 | 8  | 10 | 43 | 40 | +3   |
| 6    | PAOK Salonique        | 60  | 30 | 12 | 6  | 12 | 32 | 43 | -11  |
| 7    | Ethnikos Piraeus      | 58  | 30 | 8  | 12 | 10 | 27 | 32 | -5   |
| 8    | Iraklis Salonique     | 57  | 30 | 9  | 9  | 12 | 40 | 48 | -8   |
| 9    | Fostiras FC           | 57  | 30 | 10 | 7  | 13 | 39 | 45 | -6   |
| 10   | AO Proodeftiki        | 54  | 30 | 7  | 10 | 13 | 35 | 49 | -14  |
| 11   | Niki Volos (P)        | 52  | 30 | 5  | 12 | 13 | 35 | 54 | -19  |
| 12   | Apollon Kalamarias -1 | 52  | 30 | 5  | 13 | 12 | 30 | 51 | -21  |
| 13   | Aris Salonique        | 52  | 30 | 7  | 8  | 15 | 30 | 43 | -13  |
| 14   | Egaleo (P)            | 51  | 30 | 7  | 7  | 16 | 26 | 52 | -26  |
| 15   | Panelefsiniakos (P)   | 49  | 30 | 3  | 13 | 14 | 36 | 67 | -31  |
| 16   | Doxa Drama            | 49  | 30 | 5  | 9  | 16 | 38 | 56 | -18  |

| Légende : Qualifications et relégations | Légende : Qualifications et relégations                                                                        |
| --------------------------------------- | --- |
|                                         | Coupe d'Europe des Clubs champions 1962-1963                                                                   |
|                                         | Coupe d'Europe des vainqueurs de coupe 1962-1963                                                               |
|                                         | Relégation en Beta Ethniki                                                                                     |
|                                         | (T) : Tenant du titre 1960-1961 (C) : Vainqueurs de la Coupe de Grèce de football (P) : Promus de Beta Ethniki |

- Panionios et l'Apollon Kalamarias ont chacun reçu une pénalité d'un point.

### Matchs
| Résultats (▼dom., ►ext.)                                   | AEK | ApS | ApK | Ari | Dox | Ega | Eth | Fos | Ira | NVo | Oly | Pan | Pnl | Pnn | PAO | Pro |
| AEK Athènes                                                |     | 0-1 | 5-0 | 1-0 | 3-1 | 8-0 | 2-0 | 3-1 | 2-0 | 2-0 | 0-0 | 1-4 | 8-3 | 4-1 | 6-2 | 1-1 |
| Apollon Smyrnis                                            | 2-0 |     | 3-2 | 3-1 | 8-1 | 3-0 | 2-0 | 2-0 | 2-1 | 1-1 | 1-2 | 0-0 | 1-0 | 2-0 | 2-0 | 2-1 |
| Apollon Kalamarias                                         | 2-2 | 1-1 |     | 1-2 | 0-2 | 0-0 | 0-1 | 1-1 | 2-2 | 1-1 | 1-0 | 0-2 | 1-0 | 1-2 | 0-0 | 2-1 |
| Aris Salonique                                             | 0-0 | 0-1 | 0-0 |     | 1-1 | 0-2 | 1-0 | 0-1 | 1-3 | 1-1 | 1-2 | 2-5 | 0-0 | 3-0 | 1-1 | 1-2 |
| Doxa Drama                                                 | 0-4 | 0-1 | 1-2 | 0-1 |     | 0-0 | 0-1 | 5-0 | 0-1 | 3-0 | 1-3 | 0-1 | 3-1 | 1-1 | 2-1 | 1-2 |
| Egaleo                                                     | 0-2 | 1-3 | 4-2 | 0-3 | 2-1 |     | 3-1 | 1-2 | 1-0 | 0-0 | 1-3 | 0-0 | 1-1 | 0-0 | 0-1 | 1-4 |
| Ethnikos Piraeus                                           | 0-1 | 0-0 | 2-2 | 1-0 | 1-1 | 3-1 |     | 0-0 | 2-2 | 1-1 | 1-2 | 1-5 | 0-0 | 1-0 | 4-1 | 0-0 |
| Fostiras FC                                                | 0-1 | 0-1 | 5-1 | 2-1 | 3-2 | 0-1 | 0-1 |     | 3-1 | 2-2 | 0-1 | 3-3 | 0-0 | 1-1 | 0-1 | 2-2 |
| Iraklis Thessalonique                                      | 2-1 | 4-2 | 0-0 | 2-2 | 2-1 | 4-3 | 1-1 | 0-3 |     | 3-1 | 0-2 | 1-3 | 2-2 | 0-1 | 0-0 | 2-0 |
| Niki Volos                                                 | 2-1 | 1-0 | 2-2 | 1-2 | 2-2 | 2-1 | 0-3 | 3-2 | 2-2 |     | 1-2 | 0-1 | 3-2 | 2-2 | 1-2 | 1-1 |
| Olympiakos                                                 | 0-0 | 1-2 | 6-1 | 4-2 | 3-0 | 2-1 | 2-1 | 2-0 | 3-1 | 2-1 |     | 1-2 | 4-0 | 0-0 | 6-0 | 2-1 |
| Panathinaikos                                              | 3-2 | 2-2 | 2-0 | 0-1 | 6-3 | 3-0 | 3-0 | 4-2 | 4-1 | 4-0 | 1-1 |     | 6-2 | 2-1 | 3-1 | 5-0 |
| Panelefsiniakos                                            | 3-6 | 1-4 | 1-1 | 2-1 | 2-2 | 2-0 | 1-1 | 0-1 | 1-1 | 1-1 | 0-4 | 2-5 |     | 2-1 | 1-1 | 1-1 |
| Panionios                                                  | 0-1 | 3-2 | 2-2 | 4-0 | 1-1 | 1-0 | 0-0 | 3-4 | 2-1 | 3-1 | 2-1 | 1-3 | 3-1 |     | 0-2 | 2-0 |
| PAOK Salonique                                             | 1-2 | 2-0 | 1-0 | 2-1 | 2-2 | 1-2 | 0-0 | 0-1 | 0-1 | 1-0 | 0-1 | 2-1 | 3-2 | 1-4 |     | 2-0 |
| Proodeftiki                                                | 2-4 | 1-1 | 0-2 | 1-1 | 1-1 | 0-0 | 1-0 | 2-0 | 1-0 | 4-2 | 1-3 | 2-5 | 2-2 | 1-2 | 0-1 |     |
| - Victoire à domicile - Match nul - Victoire à l'extérieur |     |     |     |     |     |     |     |     |     |     |     |     |     |     |     |     |

### Matchs de barrages

#### Pour la8eplace
| Équipe 1          | Résultat | Équipe 2    |
| ----------------- | -------- | ----------- |
| Iraklis Salonique | 3-1      | Fostiras FC |

#### Pour la11eplace
|  |    | Tournoi pour la 11e place | Pt | J | G | N | D | B.p | B.c |
|  | -- | ------------------------- | -- | - | - | - | - | --- | --- |
|  | 1. | Niki Volos                | 5  | 2 | 1 | 1 | 0 | 3   | 2   |
|  | 2. | Apollon Kalamarias        | 4  | 2 | 1 | 0 | 1 | 6   | 5   |
|  | 3. | Aris Salonique            | 3  | 2 | 0 | 1 | 1 | 2   | 4   |

| Résultats des matchs |       |                    |
| Niki Volos           | 3 - 2 | Apollon Kalamarias |
| Apollon Kalamarias   | 4 - 2 | Aris Salonique     |
| Niki Volos           | 0 - 0 | Aris Salonique     |

#### Pour la15eplace
| Équipe 1        | Résultat | Équipe 2   |
| --------------- | -------- | ---------- |
| Panelefsiniakos | 5-4      | Doxa Drama |

## Bilan de la saison
| Tableau d'Honneur                |                  |
| Compétition                      | Vainqueur        |
| Championnat de Grèce de football | Panathinaikos    |
| Coupe de Grèce de football       | Pas de vainqueur |

| Qualifications européennes 1962-1963             |               |
| Coupe d'Europe des Clubs champions 1962-1963     | Qualifié      |
| 1er tour                                         | Panathinaikos |
| Coupe d'Europe des vainqueurs de Coupe 1962-1963 | Qualifié      |
| 1er tour                                         | Olympiakos    |

| Promotions et relégations |                            |
| Relégués en Beta Ethniki  | Doxa Drama Panelefsiniakos |
| Promus de Beta Ethniki    | Pierikos Panegialios       |

## Statistiques

### Meilleurs buteurs
| # | Buteurs           | Clubs           | Nb de Buts |
| - | ----------------- | --------------- | ---------- |
| 1 | Kostas Nestoridis | AEK Athènes     | 29         |
| 2 | George Sideris    | Panathinaikos   | 26         |
| 3 | George Kamaras    | Apollon Smyrnis | 19         |
| 4 | Dimitrios Domazos | Panathinaikos   | 18         |
| 5 | Giannis Cholevas  | Panathinaikos   | 15         |
| 6 | Georgios Petridis | AEK Athènes     | 13         |
| 6 | Kostas Toumbelis  | Panathinaikos   | 13         |